# Mjöbäck-Holsljunga församling
Mjöbäck-Holsljunga församling är en församling i Kinds pastorat i Marks och Kinds kontrakt i Göteborgs stift. Församlingen ligger i Svenljunga kommun i Västra Götalands län.

## Administrativ historik
Församlingen bildades 2014 genom sammanslagning av Mjöbäcks församling och Holsljunga församlingar och ingår därefter i Kinds pastorat.

## Kyrkor
- Mjöbäcks kyrka
- Överlida kyrka
- Holsljunga kyrka